# Liotiidae
Liotiidae zijn een familie van weekdieren uit de klasse van de Gastropoda (slakken).

## Geslachten
- Austroliotia Cotton, 1948
- Bathyliotina Habe, 1961
- Circumstella Laseron, 1958
- Cithna A. Adams, 1863
- Cyclostrema Marryat, 1819
- Dentarene Iredale, 1929
- Klebyella Gründel, 1998 †
- Liotia Gray, 1842
- Liotina Munier-Chalmas, 1885
- Liotinaria Habe, 1955
- Macrarene Hertlein & Strong, 1951
- Munditia Finlay, 1926
- Pseudoliotina Cossmann, 1925
- Pterarene Sakurai & Habe, 1977
- Rhodinoliotia Tomlin & Shackleford, 1915
- Rufanula Barnard, 1963